# Dick de Bie
Dick Clemens de Bie (Amsterdam, 29 juni 1953 – Paramaribo, 4 april 2023) was een Surinaams politicus.

## Biografie
Van 1975 tot 1977 was hij journalist bij een persbureau, en van 1978 tot 1980 gaf hij les aan het Natuurtechnisch Instituut (NATIN) in Paramaribo. In 1980 volgde de Sergeantencoup onder leiding van Desi Bouterse.
In 1981 werd hij directeur van de Nationale Voorlichtingsdienst (NVD) en hij was daardoor ook betrokken bij het verhoren van André Kamperveen en Jozef Slagveer. Hij was ook een van de verdachten van de Decembermoorden die in 1982 aan vijftien tegenstanders van het militaire regime het leven kostte. Hiervan werd hij november 2019 vrijgesproken. Als directeur van de NVD werd hij in september 1983 opgevolgd door sergeant-majoor Charlo Doedel. De Bie wordt gezien als revolutionair van het eerste uur en de NVD was verantwoordelijk voor de militaire censuur.
In 1996 werd Dick de Bie namens de aan Bouterse gelieerde NDP minister van Transport, Communicatie en Toerisme (TCT) in het kabinet-Wijdenbosch II. De keuze van de NDP om juist iemand met een censor-achtergrond voor dit voor media belangrijke ministerie voor te dragen zorgde voor onrust onder journalisten.
Van hem komt het idee uit 1997 om meer te gaan doen met de diverse activiteiten die er in de laatste dagen van het oude jaar werden georganiseerd. Hij liet ze bundelen en sindsdien worden ze gepresenteerd als Surifesta. Het idee werd daarop opgepakt door festivalorganisatoren en horecagelegenheden die het verder hebben ontwikkeld.
Twee jaar na zijn beëdiging ontsloeg hij Guno Castelen als directeur van de Dienst Havenbeheer. In december 1999 kreeg hij tijdelijk ook de portefeuille van minister van Planning en Ontwikkelingssamenwerking (PLOS) erbij. Na de verkiezingen in 2000 werd De Bie in het kabinet-Venetiaan door dezelfde Castelen opgevolgd als minister van TCT.
Dick de Bie is op 4 april 2023 overleden in het Academisch Ziekenhuis Paramaribo. Hij is 69 jaar oud geworden.